# Lista râurilor din Siria
Aceasta este o listă a râurilor din Siria. Afluenții sunt enumerați sub râul în care se varsă.

## Care se varsă în Marea Mediterană
- Orontes (Asi)
  - Râul Afrin
  - Karasu
- Nahr al-Kabir al-Shamali, sau Râul Mare de Nord
- Nahr al-Kabir al-Janoubi, sau Râul Mare de Sud (La granița dintre Siria și Liban)

## Care se varsă în Golful Persic prinShatt al-Arab
- Tigru (La granița dintre Siria și Irak)
- Eufrat
  - Khabur
    - Wadi Radd
    - Wadi Khnezir
    - Wadi Jarrah
    - Râul Jaghjagh
    - Wadi Khanzir
    - Wadi Avedji

  -  Balikh
    - Wadi al-Kheder
    - Wadi Qaramogh

  - Râul Sajur

## Care se varsă înbazine endoreice

### Bazinul Alepului
- Quweiq

### OazaGhouta
- Barada

### Lacul Al-Hijanah
- Awaj

### Marea Moartă
- Râul Iordan
  - Yarmouk (La granița dintre Siria și Iordania)
  - Râul Banias